# X-Trax
X-Trax ist ein niederländisches Acid- & Techno-Label.

## Geschichte
1991 wurde Mischa van der Heiden alias DJ Misjah von seiner Plattenfirma Mid-Town Records gefragt, ob er für sie ein eigenes Sublabel betreiben würde. Er willigte ein, und im Dezember 1994 wurde X-Trax gegründet. Zusammen mit DJ Tim produzierte er 1995 das Lied Access, welches sich in den englischen Charts platzieren konnte. Ein Großteil der Veröffentlichungen stammen von DJ Misha selbst. Auch Künstler wie Ferry Corsten (als Exiter) und Umek veröffentlichten ebenfalls ihre Platten auf X-Trax. Im Dezember 1999 beendete van der Heiden seine Tätigkeit für das Label und gründete 2001 ein neues Label namens ReRun sowie die DJ Agentur ReRun Bookings.

## Künstler
Derzeit stehen folgende Künstler bei X-Trax unter Vertrag:
- Darren Kay
- Digital Express
- DJ Misjah
- DJ Tim
- Forcesupreme
- Groovehead
- Jan Liefhebber
- Michel de Hey
- Paco Lesotto
- Thomas Schumacher

## Diskografie

### Vinyl (7", 10", 12")
- 1995: X-001 Misjah & Groovehead – Trippin' Out
- 1995: X-002 DJ Misjah & DJ Tim – Access
- 1995: X-003 Digital Express – The Club / Man, Woman, Love
- 1995: X-004 DJ Misjah & DJ Tim – Purple Road EP
- 1995: X-005 DJ Misjah & DJ Groovehead – Special Acid Edition
- 1995: X-006 X-Connection – Watch Them Dogs / Funky Drive
- 1995: X-007 DJ Misjah & DJ Tim – Scrumble
- 1995: X-008 Vinny Vincent & Harry Hash – The Siren
- 1995: X-009 Platform – Rowcast
- 1995: X-010 Various – DJ Misjah & Friends
- 1995: X-011 Casseopaya – Carma In An Ocean Of Joy
- 1995: X-012 Exiter – Eyes In The Sky
- 1996: X-013 Tellurians – The Navigator
- 1997: X-014 DJ Misjah – Ohne Titel
- 1997: X-015 DJ Misjah & DJ Tim – Ohne Titel
- 1997: X-016 DJ Misjah – The Afterworld
- 1996: X-017 DJ Misjah – Psyko Feelings
- 1996: X-018 DJ Misjah – The Shake / The Crush
- 1997: X-019 DJ Misjah – Karin's Paradox
- 1997: X-020 Various – Picture Disc
- 1997: X-021 DJ Misjah – Wicked Snails Sampler
- 1997: X-022 DJ Misjah – Wicked Snails
- 1998: X-023 DJ Misjah – Can You Hear Me
- 1998: X-024 Bekkou – Hi Lite
- 1998: X-025 DJ Misjah – Nimphia / Knallenheid
- 1998: X-026 DJ Misjah – Taken From The Live Set
- 1999: X-027 Sniper – The Plain EP
- 1999: X-028 Bekkou – Nippon EP
- 1999: X-029 Jell – Dirty Work EP
- 1999: X-030 DJ Misjah – Trust EP
- 2000: X-031 Shawn Rudiman – Secrets
- 2001: X-032 Vintage – Switchboard
- 2001: X-033 Hippy Joggers – Sneakers
- 2000: X-034-1 DJ Misjah & DJ Tim Access – Access (The Remixes) (Part 1)
- 2000: X-034-2 DJ Misjah & DJ Tim Access – Access (The Remixes) (Part 2)
- 2001: X-035 Index – Vortex EP
- 2001: X-036 Detour – Full Duplex EP
- 2002: X-037 Drifter – Evacuation Or Acknowledge
- 2002: X-038 Vintage – Torso
- 2003: X-039 Mühle – Favelas
- 2003: X-040 Forcesupreme – Sweets
- 2004: X-041 Forcesupreme – Funkfragment E.P.
- 2005: X-042-1 Digital Express – The Club (The 2005 Remixes) Part 1
- 2005: X-042-2 Digital Express – The Club (The 2005 Remixes) Part 2
- 2005: X-043-1 DJ Misjah & DJ Groovehead – Trippin’ Out (The 2005 Remixes) Part 1
- 2005: X-043-2 DJ Misjah & DJ Groovehead – Trippin’ Out (The 2005 Remixes) Part 2
- 2006: X-044 Jan Liefhebber vs. Nimbuz – Falling Stars E.P.

### Maxi-CD
- 1995: X-102 DJ Misjah & DJ Tim / DJ Misjah & Groovehead – Access / Trippin' Out
- 1995: X-106 X-Connection – Watch Them Dogs

### CD
- 1995: XCD01 Various – The Best Of X-Trax
- 1998: XCD02 Various – X Trax – The Compilation 2

### LP
- 1995: XLP01 Various – The Best Of X-Trax